# Dólar guyanés
El dólar es la moneda oficial de Guyana. Su código ISO 4217 es GYD.
El dólar ha sido la moneda de Guyana (antigua Guayana Británica) desde 1839. Es normalmente abreviada con el signo de dólar “$”, o alternativamente, GY dólares a diferencia de otras monedas denominados en dólares. Desde 1955 se ha dividido en 100 céntimos, si bien ya no se utilizan debido a la inflación.
La moneda fue emitida originalmente en 1965. La moneda de subdivide en centavos (cents), pero estos últimos no se utilizan desde los años 1990 debido a la inflación. En abril del 2006 el dólar estadounidense equivalía a 190 dólares guyaneses. 
Desde el año 2000, las monedas con valor expresado en centavos y de un dólar dejaron de ser acuñadas, desde entonces tan solo circulan monedas por valor de 5 y 10 dólares, aunque su uso tampoco es mayoritario debido al escaso valor de las mismas. En la actualidad los valores faciales más frecuentes son las monedas de 10 y los billetes de 20, 50, 100, 500, 1000 y 5000 dólares.

## Monedas
| Denominación ($) | Emisión actual | Metal                      | Forma      | Diámetro | Borde    | Diseño en el anverso | Diseño en el reverso              |
| ---------------- | -------------- | -------------------------- | ---------- | -------- | -------- | -------------------- | --------------------------------- |
| 1 Dólar          | 1999           | Cobre depositado en Acero  | Circulares |          | Estriado | Valor facial, FAO    | Escudo nacional y nombre del país |
| 5 Dólares        | 1999           | Cobre depositado en Acero  | Circulares |          | Estriado | Valor facial, FAO    | Escudo nacional y nombre del país |
| 10 Dólares       | 1999           | Níquel depositado en Acero | Heptagonal |          | Estriado | Valor facial, FAO    | Escudo nacional y nombre del país |

## Billetes
Los billetes son emitidos en los siguientes valores:
- 20 dólares
- 50 dólares
- 100 dólares
- 500 dólares
- 1000 dólares
- 5000 dólares

Las monedas de 1, 5, 10, 25, 50 centavos y 1 dólar además de los billetes de 1, 5 y 10 dólares no son emitidos actualmente.